# Округ Гранит (Монтана)
Гранит (енгл. Granite County) је округ у америчкој савезној држави Монтана.

## Демографија
По попису из 2010. године број становника је 3.079, што је 249 (8,8%) становника више него 2000. године.
| Група             | 2000.         | 2010.         |
| Белци             | 2.696 (95,3%) | 2.968 (96,4%) |
| Афроамериканци    | 0 (0,0%)      | 3 (0,1%)      |
| Азијати           | 4 (0,1%)      | 3 (0,1%)      |
| Хиспаноамериканци | 36 (1,3%)     | 44 (1,4%)     |
| Укупно            | 2.830         | 3.079         |